# Incidente de Charlie Brown y Franz Stigler
El incidente de Charlie Brown y Franz Stigler ocurrió el 20 de diciembre de 1943, cuando, después de un exitoso bombardeo aéreo sobre la ciudad alemana de Bremen, la Fortaleza Volante B-17 del segundo teniente Charles «Charlie» Brown (denominada «Ye Olde Pub») fue severamente dañada por cazas alemanes. El piloto de la Luftwaffe Franz Stigler tuvo la oportunidad de derribar al bombardero dañado, tras localizarlo en el cielo, mientras repostaba su caza.
Franz Stigler despegó y comenzó a perseguir al bombardero estadounidense. Se colocó en paralelo y le hizo señas al piloto, Charlie Brown, para que aterrizara el avión, pero este se negó y continuó su marcha.
Fue entonces cuando el caza alemán aminoró la velocidad y se colocó detrás del bombardero B-17. Para asombro de Brown, no fue para dispararle, sino para escoltarlo hasta las costas francesas y así evitar que los antiaéreos alemanes derribaran al maltrecho y dañado avión. Finalmente, gracias a la ayuda del piloto alemán, el B-17 logró escapar en dirección a Inglaterra.
Después de una extensa búsqueda desarrollada por Brown, finalmente ambos pilotos se conocieron 50 años después y desarrollaron una amistad que duró hasta la muerte de Stigler en marzo de 2008. Esto demuestra que aún en tiempos de guerra el honor y la piedad pueden estar presentes en tiempos oscuros.

## Pilotos
El segundo teniente Charles L. «Charlie» Brown («un granjero de Weston, Virginia Occidental», en sus propias palabras) era un piloto de B-17F con el 379º Grupo de Bombardeo de la 8ª Fuerza Aérea de las Fuerzas Aéreas del Ejército de los Estados Unidos (USAAF, por sus siglas en inglés), estacionada en RAF Kimbolton, Inglaterra. Franz Stigler, un expiloto de la aerolínea Lufthansa de Baviera, era un veterano piloto de combate de la Luftwaffe vinculado a Jagdgeschwader 27.

## Misión de Bremen

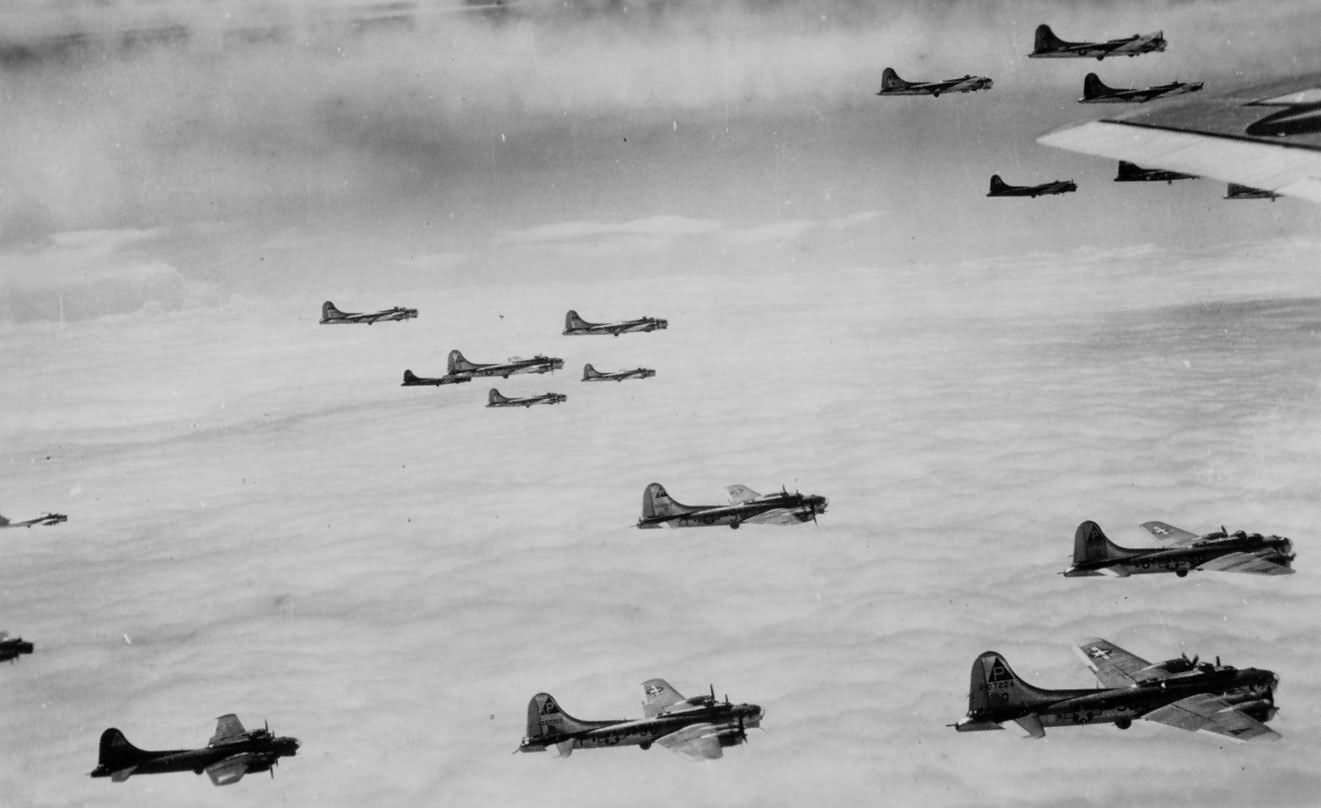
Grupo de bombarderos B-17 en formación (1944).

La misión fue la primera de la tripulación de Ye Olde Pub y se dirigió a las instalaciones de producción de aviones Focke-Wulf 190 en Bremen. Los hombres del 527º Escuadrón de Bombardeo fueron informados en una sesión informativa previa a la misión de que podrían encontrarse con cientos de cazas alemanes. Bremen estaba custodiado por 250 cañones antiaéreos. La tripulación de Brown fue asignada para volar en la posición «Purple Heart Corner» (Esquina del Corazón Púrpura), un lugar en el borde de la formación que se consideraba especialmente peligroso porque los alemanes apuntaban especialmente a esos bordes, en lugar de disparar directamente al medio de la formación. Sin embargo, dado que tres bombarderos tuvieron que retroceder debido a problemas mecánicos, a Brown se le dijo finalmente que avanzara al frente de la formación.
Para esta misión, la tripulación del "Ye Olde Pub" estaba compuesta por:
- 2º Teniente Charlie Brown: piloto y comandante de la aeronave[7]
- 2º Teniente Spencer «Pinky» Luke: copiloto[8]
- 2º Teniente Al «Doc» Sadok: navegante[9]
- 2º Teniente Robert «Andy» Andrews: bombardero[9]
- Sargento Bertrand «Frenchy» Coulombe: artillero de torreta superior e ingeniero de vuelo[10]
- Sargento Dick Pechout: operador de radio[11]
- Sargento Hugh «Ecky» Eckenrode: artillero de cola[11]
- Sargento Lloyd Jennings: artillero de cintura izquierda[11]
- Sargento Alex «Ruso» Yelesanko: artillero de cintura derecha[12]
- Sargento Sam «Blackie» Blackford: artillero de torreta esférica[13]

### Bombardeo
El B-17 de Brown comenzó su bombardeo de diez minutos a 8320 metros (27 297 pies) con una temperatura del aire exterior de −60 grados Celsius (−76 °F). Antes de que el bombardero lanzara su carga de bombas, un preciso ataque antiaéreo destrozó el morro de plexiglás de la aeronave, apagó el motor número 2 y dañó aún más el motor número 4, que ya estaba en condiciones cuestionables y tuvo que ser acelerado para evitar el exceso de velocidad. El daño ralentizó al bombardero, y Brown no pudo mantenerse en su formación, quedando rezagado y expuesto a ataques enemigos sostenidos. 

### Ataques de los cazas
El rezagado B-17 de Brown fue atacado por más de una docena de cazas enemigos (una combinación de Messerschmitt Bf 109 y Focke-Wulf Fw 190) de la JG 11 durante más de diez minutos. Se produjeron daños adicionales, incluyendo el motor número 3, que desde entonces solo generó la mitad de su potencia (lo que significaba que el avión tendría, en el mejor de los casos, el cuarenta por ciento de su potencia nominal total disponible). Los sistemas internos de oxígeno, hidráulicos y eléctricos del bombardero también resultaron dañados, y perdió la mitad de su timón y su elevador de babor (lado izquierdo), así como su cono del morro. Muchas de las armas de los artilleros se atascaron, probablemente como resultado de la pérdida de los sistemas a bordo que llevaron a mecanismos congelados (la tripulación de tierra no engrasó las armas correctamente), dejando al bombardero con solo dos armas de torreta dorsal y una de tres cañones de tiro delantero (de las 11 disponibles) para defensa.
La mayoría de la tripulación resultó herida: el artillero de cola, Eckenrode, fue decapitado por un impacto directo de un proyectil de cañón, mientras que Yelesanko resultó gravemente herido en la pierna por metralla; los pies de Blackford se congelaron debido a los cables de calefacción en cortocircuito de su uniforme; Pechout fue alcanzado en el ojo por un proyectil de cañón y Brown resultó herido en su hombro derecho. Los inyectables de morfina a bordo se congelaron, complicando los esfuerzos de primeros auxilios de la tripulación, mientras que la radio fue destruida y el exterior del bombardero sufrió graves daños. Milagrosamente, todos, excepto Eckenrode, sobrevivieron.

### Franz Stigler
El bombardero dañado de Brown fue visto por los alemanes desde el suelo, incluido Franz Stigler (entonces un as con 27 victorias), que estaba repostando y rearmando en un aeródromo. Pronto despegó en su Messerschmitt Bf 109 G-6 (que tenía una bala de ametralladora Browning calibre 50 incrustada en el radiador, lo que ponía en riesgo de sobrecalentamiento al motor) y rápidamente alcanzó el avión de Brown. A través del fuselaje dañado del bombardero, Stigler pudo ver a la tripulación herida e incapacitada. Para sorpresa del piloto estadounidense, Stigler no abrió fuego contra el indefenso bombardero. Recordó las palabras de uno de sus oficiales al mando de Jagdgeschwader 27, Gustav Rödel, durante su período de combate en el norte de África: «Si alguna vez veo o escucho que disparas a un hombre en paracaídas, te dispararé yo mismo». Stigler luego comentó: «Para mí, era como si estuvieran en un paracaídas. Los vi y no pude derribarlos». 
Stigler intentó dos veces que Brown aterrizara su avión en un campo de aviación alemán y se rindiera, o se desviara a la cercana neutral Suecia, donde él y su tripulación recibirían tratamiento médico y serían internados el resto de la guerra. Brown y la tripulación del B-17 no entendieron lo que Stigler estaba tratando de decirles a través de gestos, y así continuaron. Stigler le dijo a Brown posteriormente del incidente que estaba tratando de hacer que volaran a Suecia. Luego voló cerca del avión de Brown en una formación en el ala del babor, para que las unidades antiaéreas alemanas no atacaran al bombardero; escoltó al B-17 dañado sobre la costa hasta que llegaron a aguas abiertas. Brown, inseguro de las intenciones de Stigler en ese momento, ordenó a su artillero de la torreta dorsal que apuntara a Stigler pero no abriera fuego para advertirlo. Entendiendo el mensaje y seguro de que el bombardero estaba fuera del espacio aéreo alemán, Stigler partió con un saludo.

### Aterrizaje
Brown logró volar 400 kilómetros a través del Mar del Norte y aterrizar su avión en la base de la RAF en Seething, hogar del 448º Grupo de Bombarderos, y en el informe posterior al vuelo informó a sus oficiales sobre cómo un piloto de combate alemán lo había dejado ir. Se le dijo que no repitiera esto al resto de la unidad para no generar ningún sentimiento positivo sobre los pilotos enemigos. Brown comentó: «Alguien decidió que no puedes ser humano y volar en una cabina de mando alemana». Stigler no dijo nada del incidente a sus oficiales al mando, imaginando que un piloto alemán que evitara al enemigo mientras estaba en combate se arriesgaba a la ejecución. Brown pasó a completar una gira de combate. Más tarde, Franz Stigler sirvió como piloto del caza a reacción Messerschmitt Me 262 en Jagdverband 44 hasta el final de la guerra.

## Postguerra y reunión de pilotos
Después de la guerra, Brown regresó a su hogar en Virginia Occidental y fue a la universidad, regresando a la recién establecida Fuerza Aérea de los Estados Unidos en 1949 y sirviendo hasta 1965. Más tarde, como Oficial del Servicio Exterior del Departamento de Estado, realizó numerosos viajes a Laos y Vietnam. En 1972 se retiró del servicio gubernamental y se mudó a Miami para convertirse en inventor. 
Stigler se mudó a Canadá en 1953 y se convirtió en un exitoso hombre de negocios. 
En 1986, se pidió al teniente coronel retirado Brown que hablara en un evento de encuentro de pilotos de combate llamado «Encuentro de las Águilas» en el Colegio de Comando y Personal Aéreo en Maxwell AFB, Alabama. Alguien le preguntó si recordaba alguna misión memorable durante la Segunda Guerra Mundial; pensó por un minuto y recordó la historia de la escolta y el saludo de Stigler. Después, Brown decidió que debía tratar de encontrar al piloto alemán desconocido. 
Después de cuatro años de buscar en vano en los registros de las Fuerzas Aéreas del Ejército de los Estados Unidos, la Fuerza Aérea de los Estados Unidos y la Fuerza Aérea de Alemania Occidental, que podrían haber arrojado algo de luz sobre quién era el otro piloto, Brown había descubierto poco. Más tarde escribió una carta a un boletín de la asociación de pilotos de combate. Unos meses después recibió una carta de Stigler, que ahora vivía en Canadá. «Yo era él», decía. Cuando hablaron por teléfono, Stigler describió su avión, la escolta y el saludo, confirmando todo lo que Brown necesitaba escuchar para saber que era el piloto de combate alemán involucrado en el incidente. 
Entre 1990 y 2008, Charlie Brown y Franz Stigler se hicieron amigos íntimos y lo siguieron siendo hasta que murieron con meses de diferencia en 2008.